# Siège de Cheikh Souleimane
Guerre civile syrienne
Batailles
Le siège de Cheikh Souleimane ou siège du bataillon 111 a lieu lors de la guerre civile syrienne. 

## Déroulement
À l'automne 2012, les forces de l'opposition syrienne commencent le siège de la base du bataillon 111, dite « Cheikh Souleimane », qui s'étend sur près de 200 hectares de collines caillouteuses au nord-ouest d'Alep,.
La base, encerclée, est ravitaillée par hélicoptère, tandis que l'aviation bombarde régulièrement les positions des rebelles. Mais isolés et démoralisés, beaucoup de soldats loyalistes désertent ou rejoignent les insurgés.
Le 21 novembre, le Front al-Nosra et les rebelles lancent un premier assaut. Mais les assaillants se heurtent à des champs de mines et sont repoussés, ils laissent au moins 25 morts selon l'Observatoire syrien des droits de l'homme (OSDH),.
Le 27 novembre, un hélicoptère est abattu alors qu'il était en train de bombarder les alentours de la base militaire de cheikh Souleimane ; selon l'Observatoire syrien des droits de l'homme (OSDH), c'est alors la première fois que les rebelles abattent un hélicoptère avec un missile sol-air. Selon le général de l'ASL Ahmad Faj, plusieurs missiles sol-air avaient été saisis par l'opposition lors de la prise de la Base 46. L'attaque est revendiquée par plusieurs groupes, dont le Harakat Nour al-Din al-Zenki.
Le 9 décembre, les rebelles lancent un nouvel assaut. Celui-ci est mené principalement par le Front al-Nosra, qui est la force dominante dans la zone. Le bataillon Ahrar Darret Ezza de l'Armée syrienne libre, la Katiba al-Mouhajirine, la katiba al-Battar et le Conseil des moujahidines participent également à l'offensive,,,,.
Selon l'OSDH, le bilan pour les loyalistes est d'au moins 36 soldats tués et environ 60 blessés ou prisonniers, dont sept officiers, tandis que 40 à 50 hommes sont parvenus à s'échapper. Les rebelles s'emparent également de huit à dix véhicules militaires et d'un ou deux chars.
Pendant le siège, les rebelles ont affirmé que la base abritait un centre de recherche scientifique. Mais après l'avoir prise, ils reconnaissent qu'aucune arme chimique n'a été découverte. Cependant selon Foreign Policy, le Front al-Nosra se serait bien emparé de stocks de chlore, de sarin et de gaz moutarde. Cet arsenal pourrait ensuite être tombé, au moins en partie, aux mains de l'État islamique.